# 肯氏仿刺鎧蝦
肯氏仿刺鎧蝦（学名：Munidopsis kensleyi）为鎧甲蝦科仿刺鎧蝦屬下的一个种。